# Informationsvetenskap
Informationsvetenskap syftar på flera vetenskapliga discipliner som berör ämnet vetenskap om information:
- Biblioteks- och informationsvetenskap
- Arkivvetenskap
- Informationsteori
- Informationssystem (informatik och systemvetenskap)